# Museo Histórico Gabriel González Videla
El Museo Histórico Gabriel González Videla se emplaza a la orilla de la plaza de armas de la ciudad de La Serena y rinde un homenaje de la ciudad natal del expresidente de Chile, Gabriel González Videla y además muestra exposiciones permanentes, entre las que destacan obras de Pablo Picasso y Joan Miró.

## Arquitectura
Su arquitectura es de estilo ecléctico, de dos plantas con cornisa corrida en la parte superior. La puerta de entrada y sus ventanas presentan un remate superior en arco de medio punto. Sus muros están hechos de adobe y sus divisiones interiores de tabiques. La fachada consta de dos niveles, mientras que la parte posterior de la casona cuenta con un solo piso. Tiene patios interiores a través de los cuales ingresa luz natural.

## Historia
El edificio se emplaza sobre el solar que pertenecía a Francisco de Aguirre, fundador de la ciudad. Su construcción data de fines del siglo XIX. 
Entre los años 1927 y 1973 fue propiedad de Gabriel González Videla (1946-1952). El inmueble fue adquirido en 1977 por el Estado de Chile y declarado Monumento Nacional en 1981.
La apertura del museo se efectuó el 26 de agosto de 1984, durante la celebración del aniversario número 440 de la ciudad. Su creación fue posible gracias a la gestión del director del Museo Arqueológico de La Serena, Gonzalo Ampuero, quien mediante un convenio entre la entonces Dirección de Bibliotecas, Archivos y Museos (hoy Servicio Nacional del Patrimonio Cultural) y la Municipalidad de La Serena logró que las colecciones de historia y arte del museo arqueológico se trasladaran de localización.
El museo se vio gravemente afectado durante los terremotos de 1997 y 2019 por lo que debió cerrar sus puertas para efectuar labores de reconstrucción.

## Colecciones
La colección del museo consta de unas 3500 piezas, organizadas en dos temáticas: historia y bellas artes.

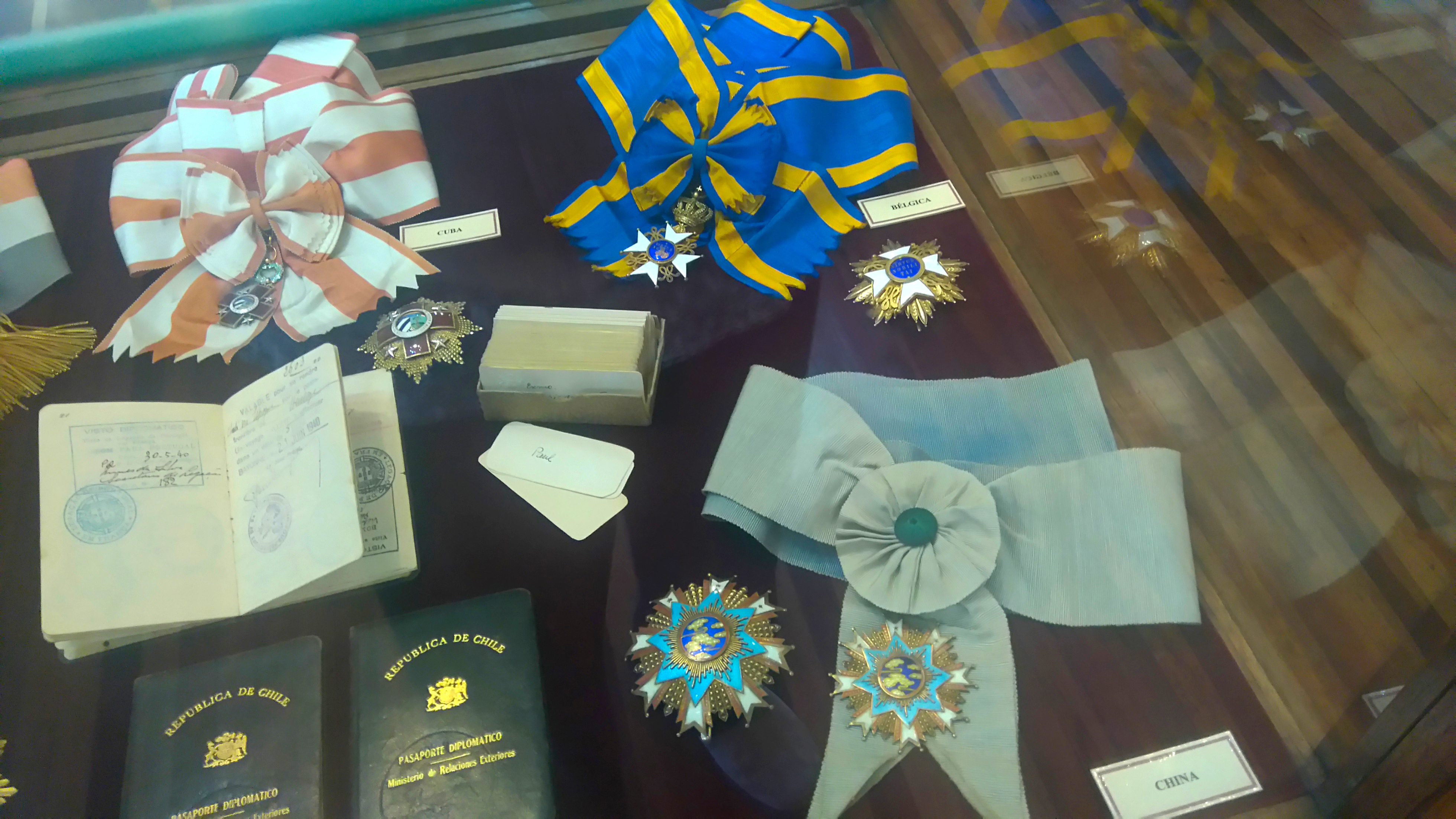
Condecoraciones otorgadas al presidente Gabriel González por parte de otros países

Dentro del ámbito histórico, en el primer nivel se encuentra la exposición dedicada a la vida del mandatario, la cual presenta mobiliario, documentos, vestimenta, fotografías propias y de su familia, publicaciones e ilustraciones de caricaturistas alusivas a su persona que dan muestra de su época. Están además las condecoraciones que recibió en el mundo y una sección enfocada en su trabajo con el Plan Serena.
La historia regional también tiene su lugar en este museo, pues gran parte del segundo nivel se encuentra repleto de los vestigios que documentan el desarrollo de la Región de Coquimbo. Dentro de los objetos de esta muestra destaca el antiguo escudo de armas de La Serena.
En la sección de bellas artes se encuentra la pinacoteca donada por Óscar Prager repartida en dos salas, una serie de pinturas de autores chilenos contemporáneos ofrecida por el Banco Central en depósito y varios objetos, como documentos escritos, fotografías, dibujos y planos históricos. Es importante la colección de grabados chilenos y soviéticos.

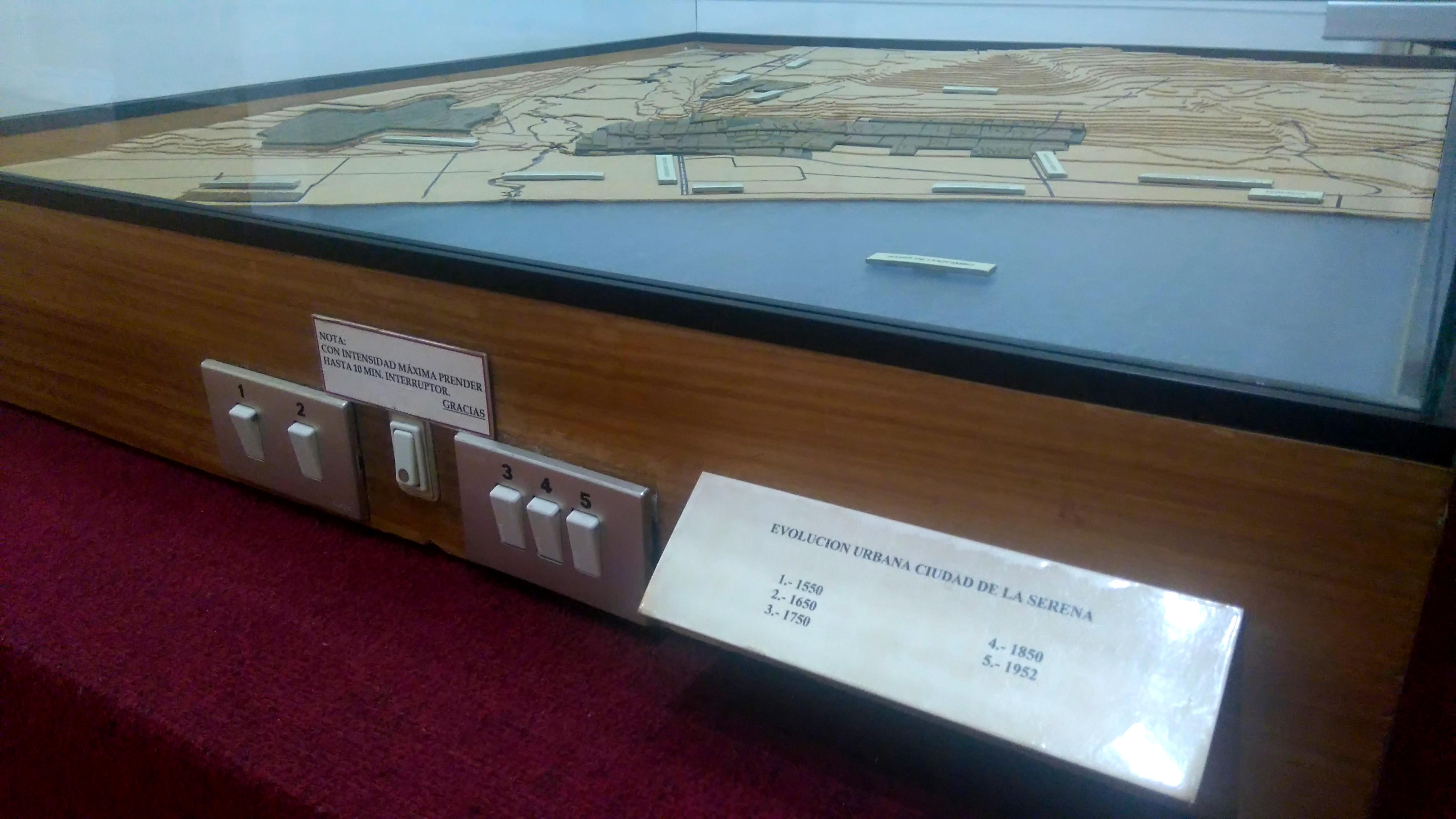
Maqueta interactiva que muestra la evolución de la ciudad

El museo dispone de salas para exposiciones temporales, y para talleres relacionados con la cultura.

## Alrededores
Adyacente al museo se encuentra la plaza Gabriel González Videla en la cual se alza una estatua del exmandatario y donde ocasionalmente se realizan actividades culturales tales como la feria del libro de La Serena.